# 球磨川電気
球磨川電気株式会社（くまがわでんきかぶしきがいしゃ）は、大正から昭和戦前期にかけて存在した日本の電力会社である。九州電力送配電管内にかつて存在した事業者の一つ。
熊本県人吉市にあった電力会社で、熊本県南部を中心に供給した。開業は1913年（大正2年）。開業時の社名は人吉水力電気株式会社（ひとよしすいりょくでんき）で、球磨川水力電気株式会社を経て1920年（大正9年）から球磨川電気と称した。1940年（昭和15年）、親会社の熊本電気（九州電気）へ合併された。

## 沿革

### 設立と開業
1891年（明治24年）7月、熊本市で熊本電灯が開業した。同社は九州最初の電気事業者である。ところがこの熊本電灯は経営不振と金融恐慌によって破綻してしまい、1902年（明治35年）に債権者であった安田家経営の第九銀行に事業が引き取られ、熊本電灯所となった。その後1909年（明治42年）になって安田家と旧熊本藩主細川侯爵家の共同出資によって熊本電気株式会社が発足、熊本電灯所の事業を引き継いだ。
安田家により熊本電灯所が起こされた際、所長兼主任技師としてその再建を任されたのが技師坂内虎次である。坂内は熊本電灯所が1904年（明治37年）に株式会社組織となると社長に就任し、熊本電気でも支配人兼技師長を務めたが、水力発電所建設をめぐる社内の紛糾を機に熊本電気から退いた。その後は熊本県南部、球磨川沿いの球磨郡人吉町（現・人吉市）にて電力会社の設立に関与する。そして1912年（明治45年）7月に人吉水力電気株式会社が発足すると、坂内はその初代社長となった。設立時の人吉水力電気の資本金は10万円であった。
人吉水力電気は、球磨川支流の胸川に出力103キロワットの小規模水力発電所（大塚発電所）を建設、人吉町ほか2村を供給区域として1913年（大正2年）11月に開業した。その後球磨郡内で供給区域を拡大し、1918年（大正7年）7月実態にあわせ球磨川水力電気へと改称。1919年（大正8年）には電灯数が1万灯に達し、需要増加に応じて出力45キロワットのガス力発電所も新設した。

### 事業拡大
1920年（大正9年）5月、真幸電気株式会社を合併し、同時に球磨川水力電気から球磨川電気へと改称した。以後、1926年（大正15年）にかけて、以下の電力会社を次々と合併していった。
真幸電気株式会社
人吉の南、宮崎県西諸県郡真幸村（現・えびの市）の会社で、1917年（大正6年）8月に設立。1919年（大正8年）開業で、西諸県郡の3村と、さらに南の鹿児島県姶良郡吉松村（現・湧水町）を供給区域としていた。
佐敷水力電気株式会社
1924年（大正13年）6月合併。熊本県葦北郡佐敷町（現・芦北町）の会社で、1918年（大正7年）2月に開業して佐敷町と葦北郡・球磨郡の計5村を供給区域としていた。
厳原電力株式会社
1924年6月合併。人吉から遠く離れた長崎県対馬、下県郡厳原町（現・対馬市）の会社で、1912年4月に開業。球磨川電気の傘下に入っていたようで、1921年から坂内虎次が代表を兼ねていた。
天草電灯株式会社
1925年（大正15年）6月合併。熊本県天草郡志柿村（現・天草市）の会社で、1912年7月に設立。同年11月に開業し、合併時には天草郡の29町村に供給していた。
都城電気株式会社
1926年4月合併。宮崎県都城市の会社で、1909年6月に設立。翌1910年7月に開業し、1925年4月時点では都城市のほか北諸県郡11村と鹿児島県囎唹郡7町村を供給区域として電灯6万1,841灯、電力1,316馬力を供給していた。当時同社は供給力不足の状態にあり、発電力増強を目指す都城電気と経営拡大を図る球磨川電気の方針が一致して合併となった。
1926年1月に都城電気と合併契約を締結した際、都城市との間でも市域の事業を譲渡（市営化）する契約を結んでおり、合併後の1927年（昭和2年）8月になって都城市は市域の電気事業一切を球磨川電気から78万円で買収した。
相次ぐ合併により電灯数は1925年に4万9千灯となり、さらに翌年の都城電気の合併で一挙に12万7千灯へと拡大した。1927年に都城市域は市営電気事業に移行したものの、市営事業の電源はすべて球磨川電気からの受電によった。また電力供給は、従来供給区域が山間部のため小規模であったが、これも都城電気の合併で2千馬力台へと拡大している。1926年9月、初めての大型発電所として出力2,000キロワットの白水滝発電所が完成。翌年9月にも同じ球磨川水系にて出力1,920キロワットの新橋発電所が運転を開始した。

### 熊本電気の傘下となる

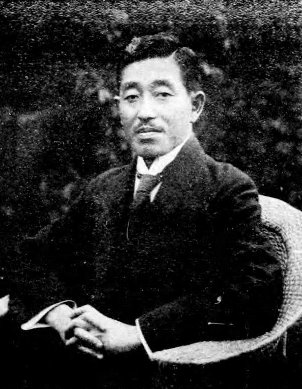
熊本電気第4代社長上田万平

1927年9月、熊本電気では社長に元内務官僚の上田万平が就任。上田の就任以降、熊本電気は積極経営を推進して周辺事業者の統合を進め始める。一方、球磨川電気では1928年（昭和3年）5月に坂内虎次が社長から退任し、副社長から昇格した黒岩常平（元都城電気社長、宮崎県多額納税者）に代わった。翌1929年（昭和4年）、熊本電気と球磨川電気の間で業務提携が成立し、2月に熊本電気が球磨川電気株式の4割余りを274万5千円で買収して傘下に収めた。これに伴い同年4月に経営陣が後退し、上田が社長に就任した。なお上田死去後の1935年（昭和10年）11月からは熊本電気専務の中島為喜（細川家家扶）が社長となっている。
1930年（昭和5年）4月、球磨川電気は長崎県の対馬電灯株式会社（資本金2万円）から事業を譲り受けた。同社は対馬の下県郡鶏知村の事業者で、同村を供給区域として1922年（大正11年）に開業していた。
発電所建設については、熊本電気の傘下となって以降、1935年（昭和10年）に球磨川水系にて田迎発電所（出力2,240キロワット）が完成したのみで、他には行われていない。供給成績は1938年（昭和13年）10月末時点で電灯数16万9,976灯、販売電力1万376キロワット（小口2,935キロワット・大口7,120キロワット・電熱321キロワット）であった。

### 熊本電気との合併
1930年代後半以後、日中戦争下で電力管理法施行や日本発送電設立（1939年4月）など国主導の電気事業再編（第1次電力国家管理）が進む中、球磨川電気の親会社熊本電気は九州における民間事業者による事業再編の中心の一つとなった。すなわち、1940年（昭和15年）2月1日、熊本電気は傘下の各社、球磨川電気・鹿児島電気（鹿児島県）・竹田水電（大分県）の3社を合併し、九州電気株式会社となったのである。合併時の球磨川電気の資本金は1,305万円。合併後、人吉には球磨川電気に代わり九州電気人吉支店が置かれた。
なお合併直前の1940年1月、球磨川電気は日隅電力株式会社（資本金150万円）の事業を譲り受けていた。同社は都城市牟田町の会社で、1937年（昭和12年）1月に設立。菱田川に出力800キロワットの発電所を持ち、球磨川電気へ電力を供給していた。
九州電気発足後、電力国家管理が進展して日本発送電への統合強化と配電統制が推進され（第2次電力国家管理）、1941年（昭和16年）8月、「配電統制令」の施行に至る。同令に基づき全国を9ブロックに分割し、地区ごとに国策配電会社を新設してこれに既存配電事業を統合することとなった。九州地方では九州7県に沖縄県を加えた地域の配電事業を九州配電株式会社に統合する方針とされ、発足したばかりの九州電気と日本水電・九州水力電気・東邦電力の4社が統合に参加するよう当局から命令をうけた。このうち九州電気は「配電株式会社となるべき株式会社」に指定され、翌1942年（昭和17年）4月1日の九州配電設立と同時に消滅した。

### 年表
- 1912年（明治45年）
  - 7月 - 人吉水力電気株式会社設立。
- 1913年（大正2年）
  - 11月 - 開業。
- 1918年（大正7年）
  - 7月 - 球磨川水力電気株式会社へ社名変更。
- 1920年（大正9年）
  - 5月 - 真幸電気（宮崎県）を合併し、球磨川電気株式会社へ社名変更。
- 1924年（大正13年）
  - 6月 - 佐敷水力電気（熊本県）・厳原電力（長崎県）を合併。
- 1925年（大正14年）
  - 6月 - 天草電灯（熊本県）を合併。
- 1926年（大正15年）
  - 4月 - 都城電気（宮崎県）を合併。
  - 9月 - 白水滝発電所運転開始。
- 1927年（昭和2年）
  - 8月 - 都城市における電気事業を同市へ譲渡（都城市営電気供給事業成立）。
  - 9月 - 新橋発電所運転開始。
- 1929年（昭和4年）
  - 2月 - 熊本電気（熊本県）が球磨川電気の株式を買収。
  - 4月 - 役員改選で熊本電気の役員が球磨川電気に入る。
- 1930年（昭和5年）
  - 4月 - 対馬電灯より事業を譲り受ける。
- 1935年（昭和10年）
  - 3月 - 田迎発電所運転開始。
- 1940年（昭和15年）
  - 1月 - 日隅電力より事業を譲り受ける。
  - 2月1日 - 熊本電気と合併。同社は九州電気株式会社となる。
- 1942年（昭和17年）
  - 4月1日 - 配電統制令により九州電気は九州配電（九州電力の前身）へ統合。

## 供給区域
1938年（昭和13年）12月末時点における電灯・電力供給区域は以下の通り。
| 熊本県              | 熊本県 |
| ------------------- | --- |
| 球磨郡              | 五木村を除く郡内全町村（現・人吉市・球磨村・山江村・相良村・錦町・あさぎり町・多良木町・湯前町・水上村）、ただし神瀬村（現・球磨村）大字神瀬の一部は除く                                                                                           |
| 葦北郡              | 佐敷町・吉尾村・大野村・湯浦村（現・芦北町）、 津奈木村（現・津奈木町） |
| 天草郡 （天草上島） | 志柿村・下浦村・栖本村（一部の字に限る）・島子村・下津浦村・上津浦村・赤崎村・須子村・大浦村（一部の字を除く）（現・天草市） |
| 天草郡 （天草下島） | 本渡町・佐伊津村・御領村・鬼池村・亀場村・楠浦村・櫨宇土村・宮地岳村・宮地村・大多尾村・中田村・碇石村・新合村・宮野河内村・一町田村・富津村・深海村・久玉村・牛深町・魚貫村・亀浦村・早浦村・大江村・高浜村・下田村（大字南に限る）（現・天草市） |
| 宮崎県              | |
| 児湯郡              | 西米良村 |
| 西諸県郡            | 真幸村・加久藤村・飯野町（現・えびの市） |
| 北諸県郡            | 全町村（9町村、現・都城市・三股町） |
| 鹿児島県            | |
| 姶良郡              | 吉松村（現・湧水町）、 霧島村（大字重久の一部に限る）・清水村（上郡田の一部に限る）（現・霧島市） |
| 囎唹郡              | 志布志町・西志布志村（野方村地内飛地を除く）・松山村（現・志布志市）、 岩川町（大字中之内の一部を除く）・月野村・末吉町・財部町（現・曽於市） |
| 長崎県（対馬）      | |
| 下県郡              | 厳原町・久田村（大字久田に限る）・鶏知村（大字鶏知・根緒に限る）・船越村（大字大船越に限る）（現・対馬市） |

宮崎県では他に（当時の）都城市も供給区域に含まれていたが、1927年（昭和2年）8月に市域の事業を市（都城市営電気供給事業）へ譲渡した。1936年（昭和11年）に都城市が隣接する北諸県郡沖水村・五十市村を編入すると、翌1937年（昭和12年）5月に当該地域の事業も球磨川電気から市に移管されている。

## 発電所一覧
球磨川電気が運転していた発電所は以下の通り。県別（熊本県・宮崎県・鹿児島県・長崎県）に整理した。

### 熊本県
| 発電所名 | 種別 | 出力 (kW)     | 所在地・河川名                                            | 運転開始       | 備考                                        |
| -------- | ---- | ------------- | --------------------------------------------------------- | -------------- | ------------------------------------------- |
| 大塚     | 水力 | 103 →150 →180 | 球磨郡藍田村（現・人吉市） （河川名：球磨川水系胸川）     | 1913年11月     | 1919年・1927年頃出力変更 現・九電大塚発電所 |
| 大野     | 水力 | 100           | 球磨郡藍田村（現・人吉市） （河川名：球磨川水系大川間川） | 1921年7月      | 現・九電大野発電所                          |
| 江代     | 水力 | 420 →520      | 球磨郡水上村 （河川名：球磨川）                           | 1923年9月      | 1932年出力変更 1934年9月廃止                |
| 白水滝   | 水力 | 2,000         | 球磨郡水上村 （河川名：球磨川水系白水滝川）               | 1926年9月      | 現・九電白水滝発電所                        |
| 新橋     | 水力 | 1,920 →1,850  | 球磨郡水上村 （河川名：球磨川・湯山川）                   | 1927年9月      | 1932年出力変更 1959年5月廃止                |
| 田迎     | 水力 | 2,240         | 球磨郡水上村 （河川名：球磨川）                           | 1935年3月      | 現・九電田迎発電所                          |
| 鳴瀬川   | 水力 | 40            | 葦北郡佐敷町（現・芦北町） （河川名：鳴瀬川）             | （1918年9月）  | 前所有者：佐敷水力電気 1936年7月廃止        |
| 大宮地川 | 水力 | 124           | 天草郡宮地村（現・天草市） （河川名：大宮地川）           | （1922年10月） | 前所有者：天草電灯 現・九電大宮地川発電所   |
| 瀬戸     | 汽力 | 100           | 天草郡志柿村（現・天草市）                                | （1920年6月）  | 前所有者：天草電灯 1935年以後の状況不詳     |

上記発電所のうち、廃止された江代・鳴瀬川・瀬戸各発電所を除いた発電所6か所は九州電気から九州配電へ継承され、さらに1951年（昭和26年）以降は九州電力（九電）に引き継がれている。
熊本県ではこれらのほか、第一瓦斯力発電所（球磨郡藍田村、出力45キロワット）、第二瓦斯力発電所（同左、出力120キロワット）、牛深発電所（天草郡牛深村＝現・天草市、出力75キロワット）という3つの内燃力（ガス力）発電所が存在した。1932年（昭和7年）2月にまず牛深発電所が廃止となり、第一・第二瓦斯力発電所も1936年（昭和11年）7月に廃止された

### 宮崎県
| 発電所名 | 種別 | 出力 (kW) | 所在地・河川名                                              | 運転開始      | 備考                                  |
| -------- | ---- | --------- | ----------------------------------------------------------- | ------------- | ------------------------------------- |
| 湯元     | 水力 | 90        | 西諸県郡真幸村（現・えびの市） （河川名：球磨川水系矢岳川） | （1918年4月） | 前所有者：真幸電気 1941年以降状況不詳 |

### 鹿児島県
| 発電所名 | 種別 | 出力 (kW)         | 所在地・河川名                                                  | 運転開始      | 備考                                                         |
| -------- | ---- | ----------------- | --------------------------------------------------------------- | ------------- | ------------------------------------------------------------ |
| 溝ノ口   | 水力 | 200               | 囎唹郡財部村（現・曽於市） （河川名：大淀川水系桐原川）         | （1910年6月） | 前所有者：都城電気 現・九電溝之口発電所                      |
| 月野     | 水力 | 320 →1,200 →1,750 | 囎唹郡月野村（現・曽於市） （河川名：菱田川水系月野川・大鳥川） | （1916年6月） | 前所有者：都城電気 1935年・1938年出力変更 現・九電月野発電所 |
| 松山     | 水力 | 800               | 囎唹郡月野村（現・曽於市） （河川名：菱田川）                   | （1939年3月） | 前所有者：日隅電力 現・九電松山発電所                        |
| 霧島第一 | 水力 | 440               | 姶良郡霧島村（現・霧島市） （河川名：天降川水系霧島川）         | 1927年2月     | 現・九電霧島第一発電所                                       |
| 霧島第二 | 水力 | 550               | 姶良郡霧島村（現・霧島市） （河川名：天降川水系霧島川）         | （1922年1月） | 前所有者：都城電気 現・九電霧島第二発電所                    |

上記発電所はすべて九州電気から九州配電を経て九州電力へ継承されている。

### 長崎県
長崎県対馬では、下県郡厳原町（現・対馬市）にてガスエンジン（後にディーゼルエンジン）による内燃力発電所の厳原発電所が稼働していた。出力は1926年時点で75キロワット、1939年時点では135キロワット。

## 本社・営業所・出張所所在地
1939年（昭和14年）時点における本社・営業所・出張所の所在地は以下の通り。
- 本社 ： 熊本県球磨郡人吉町（現・人吉市）
- 人吉営業所 ： 同上
- 天草営業所 ： 熊本県天草郡本渡町（現・天草市）
- 厳原営業所 ： 長崎県下県郡厳原町（現・対馬市）
- 都城営業所 ： 宮崎県都城市姫城町
- 東京出張所 ： 東京市麹町区丸ノ内一丁目（現・東京都千代田区丸の内）